# Fuerza ilocutiva
La fuerza ilocutiva se refiere a una categoría gramatical relacionada con el tipo de función expresiva con que se realiza una oración. Mediante diversos procedimientos sintácticos, léxicos y prosódicos, el hablante indica al oyente el tipo de urgencia o emoción que siente. Así, por ejemplo, pragmáticamente una oración puede ser una sugerencia formulada mediante una pregunta indirecta (1a), una sugerencia formulada como una oración enunciativa (1b) o un imperativo (1c):
(1a) ¿Por qué mejor no abres la ventana?
(1b) Creo que deberías abrir la ventana.
(1c) ¡Abre la ventana, por favor!
El contenido proposicional de estas tres oraciones es básicamente el mismo, pero la fuerza ilocutiva no es la misma. Convencionalmente se entiende que existe un factor llamado fuerza ilocutiva, que establecería una jerarquía de apremio: (1a) < (1b) < (1c). [cita requerida]

## Marcaje de la fuerza ilocutiva
Existen diversos procedimientos lingüísticos y extralingüísticos para señalar urgencia, fuerte deseo, intención coactiva o mandato, que marcan la fuerza ilocutiva.

### Procedimientos sintácticos

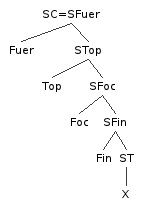
Representación como árbol sintáctico de la estructura interna del sintagma complementante o "periferia izquierda" de la oración de acuerdo con Rizzi (1997). Según una hipótesis adicional diversas propiedades del imperativo en muchas lenguas se explican si se postula que este debe ocupar la posición "Fuer", que domina directamente a otras posiciones sintácticas léxicas y funcionales. Por esa razón el imperativo para tener fuerza ilocutiva ocupa la posición inicial en muchas lenguas.

Es frecuente en muchas lenguas europeas que el imperativo deba ocupar una posición jerárquica dentro del sintagma complementante que encabeza una oración:
(2a) Dile a Juan que María le engaña
(2b) Pedro le dijo a Juan que María le engañaba
Nótese que en (2a) el verbo en imperativo ocupa la posición inicial en la frase, estando incluso antes del clítico le, mientras que en (2b) el verbo está en una posición más interior que el clítico le, razón por la cual el clítico llega a aparecer antes de la forma verbal. En estas oraciones la fuerza ilocutiva se marca exclusivamente mediante el orden sintáctico; no hay un morfema específico para marcar la fuerza ilocutiva del imperativo en español.
A veces la fuerza ilocutiva se marca mediante morfemas explícitos que pretenden aumentar la fuerza ilocutiva de una oración. Estos morfemas explícitos que sirven para aumentar la fuerza ilocutiva se denominan intensificadores. No todos los intensificadores tienen el mismo comportamiento sintáctico; así se ha distinguido una forma de uso atributiva frente a una forma de uso predicativa. Por ejemplo en inglés really 'de verdad' and super 'super' pueden usarse de las dos maneras:
(3a) The car is really expensive. - Intensificador predicativo
'El coche es realmente caro'
(3b) The really expensive car - Intensificador atributivo
'El coche caro de verdad '
(4a) Today was super cold. - Intensificador predicativo
'Hoy el día está superfrío'
(4b) A super cold day - Attributive intensifier 
'Un día superfrío'
Sin embargo, algunas palabras inglesas como so únicamente pueden usarse como intensificadores predicativos mientras que otras, como -ass, normalmente son sólo intensificadores atributivos:
(5a) The car is so expensive. - Intensificador predicativo
'El coche es demasiado caro'.
(5b) *The so expensive car - Intensificador atributivo (agramatical)
'El coche tan/demasiado caro'
(6a) *Today was cold-ass. - Intensificador predicativo (agramatical)
'Hoy es un día frío de narices'
(6b) A cold-ass day - Intensificador atributivo
'Un día frío de narices'

### Procedimientos léxicos
Los procedimientos léxicos se refieren básicamente al uso de intensificadores que reflejan la actitud emocional del hablante hacia el contenido proposicional de una oración. Los intensificadores funcionan como marcadores que ayudan a interpretar la actitud del hablante respecto a lo dicho, y contribuyen a la comprensión del contenido proposicional. Los intensificadores, aun siendo reconocibles como palabras, no forman una categoría léxica específica, sino un conjunto de elementos que se convencionalizan para reflejar una cierta actitud, intensificando o enfatizando ciertos elementos y hechos.
Los intensificadores son expletivos gramaticales, más específicamente atributivos expletivos, también llamados atributivos expresivos, porque funcionan como complementos semánticamente vacíos. Típicamente en muchas lenguas indoeuropeas, los intensificadores se toman de una clase léxica llamada modificadores de grado, palabras como cuantificadores o adverbios de grado. Estas palabras pueden usarse gramaticalmente como intensificadores. Tras una gramaticalización, estas palabras dejan de ser propiamente adverbios que cuantifican el grado objetivo, y pasan a marcar emocionalmente el contenido proposicional:
(7) La fiesta me pareció superdivertida
En esta oración super- denota la mayor parte de las veces una impresión objetiva más que un juicio de una posible escala objetiva de diversión, de ahí a que deba considerarse un marcador de actitud positiva del hablante más que un adverbio cuantificador. Ejemplos:
(8a) "increíble"  con el sentido de 'sorprendente, curioso, divertido' y no en el sentido de 'inverosímil, improbable, contradictorio'.
(8b) "alucinante" con el sentido de 'sorprendente, interesante' y no en el sentido 'que tiene literalmente efectos alucinógenos'.

### Procedimientos prosódicos
Los seres humanos, incluso desde una etapa prelingüística, son capaces de hacer conjeturas sobre el estado anímico o la intencionalidad de otros seres humanos a partir de su tono de voz. Así, son capaces de denotar un tono amenazante o de enfado de un tono amable o jocoso. Este sistema del tono de voz afecta a la inferencia pragmática de los adultos, pero no forma parte del sistema propiamente lingüístico, ya que se basa en la capacidad cognitiva general de los seres humanos y no en el análisis propiamente dicho de las estructuras lingüísticas.

## Persuasión y credibilidad

### Contexto legal
Algunos estudios han demostrado que el uso excesivo de intensificadores afecta negativamente a la capacidad persuasiva o credibilidad de una argumentación legal. También se ha demostrado que si en un escrito un juez usa una gran cantidad de intensificadores, los escritos de apelación legal por parte de los abogados al escrito del juez tienden a contener una gran cantidad de intensificadores, lo cual está relacionado con un incremento de sentencias favorables a estos escritos de apelación. También cuando los jueces discrepan entre sí tienden a usar mayor cantidad de intensificadores en sus escritos justificativos.

### Contexto comercial
Un estudio de 2010, de la Stanford Graduate School of Business, encontró evidencia de que los directores ejecutivos menos sinceros usan un mayor porcentaje de "palabras con carga emocional altamente positiva" que los directores ejecutivos que dan datos más precisos y ajustados a la verdad. Este hallazgo coincide con la asunción de que el intento de los directores ejecutivos de esconder desempeños mediocres les lleva a ser más contundentes para persuadir al auditorio. David F. Larcker y Zakolyukinaz dan una lista de 115 palabras con carga emocional: awful, deucedly, emphatically, excellently, fabulously, fantastically, genuinely, gloriously, immensely, incredibly, insanely, keenly, madly, magnificently, marvelously, splendidly, supremely, terrifically, truly, unquestionably, wonderfully, very [good], frecuentemente involucradas en este tipo de persuasión mentirosa o poco honesta.
Un artículo de 2013 sobre maneras contraproducentes de persuadir, publicado en la revista Forbes, desrecomendaba el uso de really, haciendo notar que suscita dudas en los lectores y afecta negativamente a la credibilidad que un oyente atribuye a un orador:

"Really" - Finder calls this a "poor attempt to instill candor and truthfulness" that makes clients and coworkers question whether you're really telling the truth.

## Nota
1. ↑  La excepción a esto parece ser badass que parece ser la fuente de este intensificador más que un ejemplo de él.